# Skeleton Key
Skeleton Key je americká rocková skupina, kterou založil a vede baskytarista a zpěvák Erik Sanko, někdejší člen jazzové kapely The Lounge Lizards. V průběhu let kapelou prošlo několik dalších hudebníků, včetně Chrise Maxwella a Benjamina Clappa, ale Sanko byl jediným členem, který v ní působil po celou dobu její existence. Kapela hraje ve čtyřčlenném složení, standardní rockovou sestavu kytara/baskytara/bicí doplňuje druhý bubeník, hrající na soupravu složenou převážně z kovového odpadu. Kapela vydala tři studiová alba.

## Kariéra
Skeleton Key založil v únoru 1995 baskytarista a zpěvák Erik Sanko, který byl jediným členem, který v ní působil po celou dobu její existence. Sanko uvedl, že název a myšlenku, jak by měla kapela znít, měl ještě před jejím založením. V původní sestavě dále figurovali kytarista Chris Maxwell, bubeníci Stephen Calhoon a Rick Lee, druhý z nichž hrál na bicí soupravu sestavenou z různého kovového odpadu (tlakové lahve, plechovky, pánve, plechy). Sanko v rozhovoru uvedl, že většina hráčů na tyto nástroje, která v průběhu let kapelou prošla, se při hraní zranila, stejně jako ostatní hudebníci, kteří se vyskytují nedaleko nich (tedy hlavně on sám, stojící při koncertech před nimi).
Svůj první singl, obsahující písně „In My Mind“, „Human Pin Cushion“ a „Watch the Fat Man Swing“, kapela vydala ještě v roce 1995. V následujícím roce vyšlo eponymní šestipísňové extended play. Tyto nahrávky vyšly u nezávislých vydavatelství. Následně došlo k podpisu smlouvy s velkým vydavatelstvím Capitol Records a v březnu 1997 skupina vydala svou první dlouhohrající desku nazvanou Fantastic Spikes Through Balloon. Ta byla nominována na cenu Grammy za nejlepší obal, jehož autorem byl Stefan Sagmeister. Spolupráce s vydavatelstvím Capitol Records měla podle Sanka výhodu, že na rozdíl od malých vydavatelství měli dostatek peněz na nahrání desky, nicméně zároveň řekl, že společnost patrně od začátku neměla v úmyslu se o kapelu více starat. Sanko také řekl, že společnost nevěděla, jak skupinu propagovat, neboť byla pro standardní rockové poslouchačstvo příliš podivínská, ale pro avantgardní publikum příliš obyčejná. Také řekl, že v době, kdy skupina k vydavatelství přešla, byl ve firmě zaměstnán člověk, který jejich hudbě rozuměl, ale který byl po několika měsících vyhozen a kapelu dostal na starost – podle Sankových slov – „účetní“, který prošel seznam nepříliš úspěšných kapel a přestal je podporovat.
Po právních problémech s Capitol Records, kdy se kapela rozhodla od vydavatelství odejít, ale to jejich odchod ztěžovalo, vyšlo v červnu 2002 u Ipecac Recordings, vydavatelstvím založeném zpěvákem Mikem Pattonem, druhé album Skeleton Key, nazvané Obtainium. V té době kapela musela najít nového hráče na druhou (odpadovou) bicí soupravu. Přestože kapela zkoušela hrát v triu, nakonec se ukázalo, že bez čtvrtého člena jejich hudba nefunguje. Novým členem se nakonec stal Tim Keiper. Dalšími novými členy se později stali kytarista Craig LeBlang a bubeník Matthias Bossi.
V roce 2005 vyšlo pětipísňové extended play The Lyon's Quintette, nahrané v sestavě Sanko, LeBlang, Sean Sankey (bicí) a Benjamin Clapp (kovová souprava). Nahrávku vydalo nezávislé vydavatelství Do Tell Records. Třetí dlouhohrající album Gravity Is the Enemy vyšlo po úspěšné crowdfundingové kampani na serveru Kickstarter v roce 2011; kapela jej nahrála v sestavě Sanko, LeBlang, Clapp a Bob Vaccarelli (bicí).
Skupina v průběhu let absolvovala turné například s Melvins, Tomahawk a The Jesus Lizard.

## Diskografie
| Rok  | Název                            | Poznámky          |
| ---- | -------------------------------- | ----------------- |
| 1996 | Skeleton Key                     | extended play     |
| 1997 | Fantastic Spikes Through Balloon | 1. studiové album |
| 2001 | An Elipse                        | extended play     |
| 2001 | Obtainium                        | 2. studiové album |
| 2004 | Live at Metro 06/13/2004         | koncertní album   |
| 2005 | The Lyon's Quintette             | extended play     |
| 2011 | Gravity Is the Enemy             | 3. studiové album |